# Ait Haddou Youssef
Ait Haddou Youssef (franska: Ait Haddou Youssef (CR), Ait Haddou Youssef (Commune Rurale), arabiska: عين تزيتونت) är en kommun i Marocko.   Den ligger i provinsen Chichaoua och regionen Marrakech-Safi, i den centrala delen av landet, 400 km söder om huvudstaden Rabat. Antalet invånare är 5 537.